# Igorre
Igorre és un municipi de Biscaia, a la comarca d'Arratia-Nerbion. És banyat per dos rius, l'Arratia i el seu afluent Indusi. El municipi s'estén per una plana central enmig d'un lloc molt accidentat (sense arribar a ser cims alts).

## Festes
Festes patronal en honor de San Antonio el dia 13 de juny.

## Persones il·lustres
- Iban Mayo (1977-), ciclista de l'equip Saunier Duval-Prodir
- Juan Iruarrizaga Aguirre (1898-1936) eclesiàstic i compositor musical.
- Luis Iruarrizaga Aguirre (1891-1929) eclesiàstic i compositor musical.